# Gary Beacom
Gary Beacom est un patineur artistique canadien, né le 23 février 1960 à Calgary dans la province de l'Alberta, double vice-champion du Canada en 1983 et 1984.

## Biographie

### Carrière sportive
Gary Beacom commence à patiner à l'âge de six ans. Il est double vice-champion du Canada en 1983 et 1984, derrière son compatriote Brian Orser.
Il représente son pays à deux mondiaux (1983 à Helsinki et 1984 à Ottawa) et aux Jeux olympiques d'hiver de 1984 à Sarajevo.
Il arrête les compétitions sportives au cours de l'automne de la saison 1984/85.

### Reconversion
Dans la dernière partie de sa carrière sportive, Gary Beacom s'entraîne tout en étudiant à temps plein pour un diplôme universitaire. Il est diplômé de l'Université de Toronto en 1984 en obtenant un Bachelor of Science en physique et philosophie.
Dans sa carrière de patineur professionnel, il se spécialise dans les mouvements insolites, notamment dans son interprétation de I'm Your Man de Leonard Cohen. Il remporte les championnats du monde professionnels en 1988. 
Il poursuit sa carrière professionnelle en formant des patineurs artistiques et participe à des compétitions pour adultes de l'ISU.
À partir de 2017, il organise des séminaires Gary Beacom Blade Master. Il interprète son programme sur I'm Your Man de Leonard Cohen plus de trois cents fois dans le monde entier. Il travaille comme chorégraphe basé à Oberstdorf en Allemagne et à Tokyo au Japon.
En tant que citoyen canadien, il proteste contre l'impôt sur le revenu aux États-Unis ; en 2003, il écrit un livre à ce sujet intitulé Apology.

## Palmarès
| Compétitions principales | 1977    | 1978    | 1979    | 1980    | 1981    | 1982    | 1983    | 1984    | 1985    |  |  |  |  |  |
| Jeux olympiques d'hiver  |         |         |         |         |         |         |         | 11e     |         |  |  |  |  |  |
| Championnats du monde    |         |         |         |         |         |         | 13e     | 10e     |         |  |  |  |  |  |
| Championnats du Canada   | 7e      |         | 4e      | 3e      |         | 4e      | 2e      | 2e      | F       |  |  |  |  |  |
|                          |         |         |         |         |         |         |         |         |         |  |  |  |  |  |
| Autres Compétitions      | 1976/77 | 1977/78 | 1978/79 | 1979/80 | 1980/81 | 1981/82 | 1982/83 | 1983/84 | 1984/85 |  |  |  |  |  |
| Skate America            |         |         |         | 5e      |         | 6e      |         |         |         |  |  |  |  |  |
| Skate Canada             |         |         |         |         | 9e      |         |         |         | 7e      |  |  |  |  |  |
| Moscou Skate             |         |         |         |         |         |         | 5e      | 2e      |         |  |  |  |  |  |
| Légende : F = Forfait    |         |         |         |         |         |         |         |         |         |  |  |  |  |  |